# Karen Spärck Jones
Karen Spärck Jones née le 26 août 1935 à Huddersfield et décédée le 4 avril 2007 est une scientifique britannique, chercheuse en informatique. Ses travaux concernent le domaine de l'intelligence artificielle, et principalement le traitement automatique du langage naturel et la recherche d'information.

## Biographie
Karen Spärck Jones est la fille de Owen Jones, maître de conférence (lecturer) en chimie, et Ida Spärck, une Norvégienne ayant déménagé en Grande-Bretagne durant la Seconde Guerre mondiale. Spärck Jones a fait ses études dans un lycée (grammar school) puis au Girton College de Cambridge de 1953 à 1956 où elle étudie l’histoire puis la philosophie. Elle y rencontre la responsable de l’Unité de recherche linguistique de Cambridge, Margaret Masterman, avec qui elle travaille pour faire comprendre aux ordinateurs le langage humain. Son travail établit la base des moteurs de recherche comme Google.
Son article publié en 1964 Classification de la synonymie et sémantique est désormais considéré comme un document fondamental dans le domaine du traitement du langage naturel.
En 1972, elle publie dans Journal of Documentation un article qui donne les bases des moteurs de recherche en combinant les statistiques et la linguistique et qui indique de quelles manières les ordinateurs interprètent les relations entre les mots.
Il s'agit d'une pondération par « spécificité de terme » dans une recherche d'information, ultérieurement dénommée « fréquence de document inverse » (FDI). L'intuition de cette méthode est qu'un mot apparaissant dans de nombreux documents n'est pas un discriminateur valable. Ce concept est utilisé aujourd'hui dans la plupart des moteurs de recherche, le plus souvent dans le cadre de la méthode TF-IDF.
« La spécificité d'un terme peut être quantifiée comme une fonction inverse du nombre de documents dans lesquels il apparaît. » — K. Spärck
À partir de 1974, elle travaille au laboratoire d'informatique de l'université de Cambridge. Dans les années 1980, elle travaille sur les systèmes de reconnaissance vocale précoce. En 1982, le gouvernement britannique lui demande de travailler sur le programme Alvey, un programme visant à promouvoir les recherches en informatique. En 1993, elle co-écrit avec Julia Galliers un article sur les systèmes de traitement du langage naturel. Elle obtient le poste de professeure d'informatique et information à l'université de Cambridge en 1999. Elle prend sa retraite en 2002.
Elle indique que « L'informatique est trop importante pour être laissée aux hommes ».
Karen Spärck Jones est mariée au chercheur en informatique, pionnier de la sécurité logicielle, Roger Needham (1935-2003).

## Publications
- « A statistical interpretation of term specificity and its application in retrieval », Journal of Documentation, vol. 28, no 1,‎ 1972, p. 11–21 (DOI 10.1108/eb026526, lire en ligne)
- Karen Spärck Jones et Martin Kay, Linguistics and Information Science, Academic Press, 1974, 250 p.  (ISBN 0-12-656250-4)

## Prix et distinctions
Karen Spärck Jones a reçu plusieurs prix et distinctions au cours de sa carrière, dont :
- 1988  : prix Gérard Salton de l'ACM SIGIR
- 2004 : prix de l'ACL
- 2006 : prix Allen Newell de l'ACM/AAAI
- 2007 : médaille Lovelace de la British Computer Society

## Hommages
Microsoft et la British Computer Society décernent conjointement le BCS IRSG Karen Spärck Jones Award depuis 2009 pour récompenser les découvertes dans l'amélioration de la recherche d'information et le traitement du langage naturel.